# Hvideruslands historie
Hvideruslands historie strækker sig lige så langt tilbage i tid som andre østslaviske folk. For hviderussere som folk begyndte den en gang i 800-tallet med folkevandringen gennem Østeuropa. Efter en indledende periode som en uafhængig feudal sammenslutning faldt de hviderussiske områder efterhånden til Storfyrstendømmet Litauen og Det polsk-litauiske samvælde, før Hviderusland blev en del af Det russiske kejserdømme i forbindelse med Polens delinger. Under Sovjetunionen eksisterede Hviderusland som Den hviderussiske socialistiske sovjetrepublik, før landet genvandt sin uafhængighed i 1991.

## Oprindelse
Østslaviske grupper kom til området, som udgør nutidens Hviderusland under folkevandringstiden, i 600-tallet. Disse grupper fortrængte eller assimilerede de Finsk-ugriske folk, balterne og steppenomader, som boede der tidligere.
I 800-tallet begyndte østslavernes område at blive besøgt af svenske vikinger på vej til Konstantinopel, som byggede en række handelsposter i området. Gradvist tog vikingerne den politiske kontrol over områderne langs de store floder.
I 860'rene opstod Kijevriget, den første statsdannelse i det østslaviske område. Da denne stat var på sit højdepunkt, blev den styret af fyrst Jaroslav den vise, som døde i 1054. Efter fyrstens død blev riget delt i mange fyrstedømmer, hver centreret om én by, og alle fortsat en del af riget. Omkring 200 km nordøst for dagens Minsk opstod på denne måde fyrstedømmet Polotsk, som er kernen i nutidens Hviderusland.

## Litauen som stormagt
I 1240, efter, at mongolerne havde plyndret og ødelagt Kijev, gik det svage Kievrige i opløsning. I magttomrummet, som fulgte, kom de centrale dele af det gamle rige under litauisk kontrol under Kong Mindaugas, som en del af det nye litauiske storfyrstendømme.
Litauernes undertal i den middelalderlige statsdannelse gav Ruthenerne (nutidens hviderussere og ukrainere) en vigtig rolle i det daglige kulturliv. Det rutenske sprog, et gammelt østslavisk sprog (Rus'ka mova, Old Hviderussisk eller vestrussisk kancellisprog) var et udbredt dagligdags sprog, efterhånden dog påvirket af polsk, og var administrationssproget i storfyrstendømmet Litauen i hvert fald fra Vytautas' regeringstid indtil slutningen af 1600-tallet, hvor det efterhånden blev erstattet af polsk.
I 1385 blev en personalunion mellem Polen og Storfyrstendømmet Litauen indgået med underskrivelse af Krevo-unionen. Dannelsen var en følge af storfyrst Jogaila Algirdaitis ægteskab med den 12 år gamle polske dronning Jadwiga af Polen, hvorved Jogaila blev konge af Polen. Personalunionen udviklede sig senere til Den polsk-litauiske realunion.
I løbet af 1400-tallet blev der indført mange diskriminerende regler, som svækkede den ortodokse kirkes stilling på bekostning af den katolske kirke, for eksempel var der forbud mod at bygge nye ortodokse kirker i det hviderussiske område. Dette problem blev løst i 1511, da kong Sigismund 1. gav de ortodokse gejstlige autonomi, og efter 1531 blev de helt fristillet fra den katolske ærkebiskops kontrol.
Med bogtrykkerkunstens indtog blev det rutenske sprog, fra at være et typisk byfænomen, det dominerende sprog i hele det hviderussiske og ukrainske område. Dette skete med massetrykningen af bibler og anden religiøs litteratur, der blev spredt i hele riget. Det var også på denne tid, at det gamle rutenske sprog begyndte at udvikle sig i retning af nutidens hviderussisk og ukrainsk.

## Ny stat, ny tro
I 1569 blev Polen og Storfyrstendømmet Litauen forenet i en stat, Den polsk-litauiske realunion, med en romersk-katolsk statslig religion støttet af adelen. Polsk begyndte langsomt at fortrænge de lokale sprog i de østlige dele af riget. Dette gjorde, at litauiske og hviderussiske bønder blev styret af fyrster, der hverken delte deres sprog eller religion.
I 1596 opstod en ny kirke med Brestunionen. Unionen førte til, at den rutenske kirke blev løsrevet fra Patriarken i Konstantinopel, og placeret under den katolske kirke. Den nye kirke, kaldet den uniatiske kirke, fik overvejende lov til at beholde sine skikke, ritualer og gamle doktriner, men måtte godtage pavelige forordninger.
Denne omvæltning blev støttet af kong Sigismund 3. og af mange af realunionens religiøse ledere, men var upopulær blandt mange almindelige kirkegængere, adelige i de østlige provinser samt kosakkerne, der blev støttet af rigets østlige nabo Moskovia, det senere Rusland. Den religiøse strid førte til flere oprør. I 1606-10, 1623 og 1633 forsøgte bønderne i Hviderusland at frigøre sig fra de polske herrer.
Unionens politik blev domineret af den polske adel. Af 180 pladser i Sejmen havde repræsentanter fra det litausk-rutenske område blot 46. Mange jøder og polakker flyttede østover, og dominerede med tiden byerne og dermed også handelen. Dette gjorde, at økonomien blandt rutenerne (hviderusserne) var dårlig, majoriteten var fattige bønder. I 1648-54 udbrød der et oprør mod polske godsejere samtidig med, at der foregik et lignende oprør i Ukraine under ledelse af Bohdan Khmelnytskyj. Mange rutenere flygtede til Ukraine og slog sig sammen med kosakkerne.

## Deling af Polen og tidlig nationalisme
I årene 1772-95 foretog Rusland, Østrig og Preussen tre delinger af Polen, hvilket indebar, at unionen, som Hviderusland havde været en del af i flere hundrede år, blev opløst. Hviderusland blev i 1795 en del af Rusland. Den nævnte særegne kirke blev delvis tolereret frem til zar Nikolai 1. i 1839 tvang kirken, som da var kirke for 2⁄3 af hviderusserne, til at konvertere til den ortodokse lære. Desuden var det vigtigt for zaren at erstatte «Hviderusland» med det identitetsløse navn «Nordvestre territorium» (Severo-Zapadanyj Kraj). Dette var starten på en mere altomfattende russificering af hviderusserne. Indtil 1861 var Hviderusland i store træk et område bestående af bønder og landejere. Bønderne havde frihed, men det var i store træk alt, de havde. Bønderne forblev fattige, landløse, under hård beskatning, med krav om at bruge russisk og med en militærtjeneste, som varede i 25 år. Mange så hellere nostalgisk tilbage på tiden under polsk styre, og Kastus Kalinowski prøvede at vække en idé om dette blandt folk med udgivelsen Bøndernes Sandhed. Kalinowski prøvede at inspirere til et oprør i tilslutning til et polsk oprør mod russerne i 1863. Oprøret mislykkedes, og Polen blev i sin helhed besat af Rusland. Kalinowski blev senere hængt i Vilnius, og regnes i dag som fader til hviderussiske nationalisme.

## En kultur fødes på ny
Til trods for storstilet emigration i slutningen af 1800-tallet var den hviderussiske selvbevidsthed ikke død. Som andre steder i det russiske rige startede det nye århundrede med oprør som resultat af blandt andet tabet i den russisk-japanske krig. Oprøret blev forsøgt modgået af zaren ved først at indføre, der efter udvide, friheder for folket. Russiske myndigheder blev tvunget til at bruge en undertrykkende politik over for ikke-russiske befolkningsgrupper, hvilket passede vel sammen med gryende hviderussisk nationalfølelse. En kulturel opblomstring startede, ikke mindst fordi bandlysningen af hviderussisk som sprog ophørte, men fortsatte med restriktioner over brugsområder. Uddannelsesmulighederne blev udvidede, og bønder begyndte at gå i skole, hviderussiske forfattere skrev klassikere inden for litteraturen. En ugeavis, Nasja Niva, blev udgivet af det hviderussiske socialistparti, hvilket gav anledning til benævnelsen «nasjanivisme» om de første to tiår af 1900-tallet i hviderussisk historie.

## Verdenskrig og revolution
1. verdenskrig havde stor negativ betydning for Hviderusland. Store hærstyrker fra både Tyskland og Rusland kæmpede mod hinanden og gjorde Hviderusland til et område bestående af slagmarker og ødelæggelse. Samtidig blev over en million mennesker tvunget til at flytte fra landet på grund af krigen. Ineffektiv økonomi og udagerende krigsindsats gav høje fødevarepriser, udbredt knaphed på ressourcer og unødvendige tab af liv førte til så stor modvilje både i by og land, at den forårsagede zarens fald.
I 1917 var der to revolutioner, Februarrevolutionen og Oktoberrevolutionen. Dette gav nationalistisk bevidste hviderussere muligheden for at igangsætte en politisk kampagne. Hviderusserne var ikke bolsjevikvenlige, i stedet var det lokale politiske liv domineret af det socialistiske revolutionære parti og mensjeviker.
I slutningen af 1917 mødtes 1900 delegater i Rada, kongressen, med det formål at etablere en demokratisk, hviderussisk regering. Mødet blev opløst af bolsjeviksoldater før sin afslutning, og i begyndelsen af 1918 blev størstedelen af Hviderusland kontrolleret af Tyskland. Ved freden i Brest-Litovsk i marts samme år blev uafhængighed for Den hviderussiske republik garanteret af Tyskland. Det tyske styre kollapsede senere i 1918, hvilket førte til, at myndighederne ikke kunne stå imod hviderussiske bolsjevikker støttet af bolsjevikkerne i Moskva. Det hviderussiske bolsjevikparti blev oprettet 1. januar 1919 med våbenmagt. Den 5. januar forlod repræsentanterne i Radaen Hviderusland, og drog i eksil til Berlin og senere Prag. Fra udlandet forberedte ledelsen i den gamle republik et mulig oprør og befrielsen af Hviderusland, men i 1923 måtte disse planer indtil videre opgives efter, da Folkeforbundet anerkendte den sovjetiske kontrol og den nye grænse.
I to år var Hviderusland hovedgenstand for den polsk-sovjetiske krig. Riga-freden fra marts 1921, som afsluttede krigen, delte Hviderusland i 3 dele:
- Den vestre, polske, del;
- Den centrale del, som blev Den hviderussiske socialistiske sovjetrepublik
- Den østre del, som blev en del af Rusland

Den hviderussiske stat blev en del af Sovjetunionen, da unionen oprettedes i 1922. Som følge af, at Hviderusland blev en del af Sovjetunionen, blev Ruslands besiddelser under hensyn til af Rigaaftalen tilbageført til Hviderusland, hvilket mere end fordoblede landets størrelse, til 124.000 km2 og øgede folketallet fra 1,5 til næsten 5 millioner indbyggere.
I 1921 kom Lenins NEP-politik, en slags erstatning for kapitalisme, som gav et kortvarig opsving i hviderussisk økonomi. Landejerne var nu erstattet af en middelklasse med selvejede, mindre brug. Da tvunget kollektivisering blev indført af Stalin i 1928, medførte dette stærk modstand i Hviderusland, blandt andet slagtede bønder deres dyr frem for at overgive dem til kollektivbrugene. Bønder, som ytrede modstand, blev sultet eller deporteret til Sibirien, hvilket førte til et omfattende tilbageskridt for Hviderusland. Stalins løsning var at opstarte tungindustri i Hviderusland.
Stalins regime havde i starten været afslappet i forhold til hviderussisk sprog og kultur, som blomstrede i Hviderusland. Dette blev drastisk ændret i 1930, da det blev vigtigt for Moskva at knytte Hviderusland så stærkt som muligt til unionen. I tillæg til nok en russificering af sproget i 1933 blev historiebøger omskrevet for at vise, at Hviderusland altid havde ønsket at blive en del af Rusland.

## Polske besiddelser i Hviderusland
Områderne under Polen havde tilsvarende udvikling. I starten var regeringen vældigt demokratisk, og minoriteterne nød mange friheder. Hviderusserne etablerede et eget uddannelsessystem, regeringen støttede aktivt kulturlivet og hviderussiske delegater blev valgt ind i det polske parlament i 1922.
Allerede i 1924 skiftede den polsk regering politik. Forklædt som kamp mod kommunisme blev skoler lukkede, publikationer på hviderussisk forbudt, etniske polske bosættere blev opmuntrede til at slå sig ned i hviderussiske regioner – regioner som i sin helhed blev overset økonomisk. Dette gav et bondesamfund med høj arbejdsledighed og sult i et ellers industrialiseret Polen.
I 1926 etablerede den polske krigshelt Józef Piłsudski et autoritært regime. Påfølgende år forsøgte den hviderussiske arbejder- og bondeforening at starte en protestaktion mod regimet. Aktivisterne blev sat i fængsel, og nok en gang blev det vigtigt at etablere en polsk og romersk-katolsk indflydelse over hviderusserne. Ca et tiår senere, i 1935, erklærede Polen, at de ikke længere ville være bundet af aftaler om etniske minoriteter med argumenter såsom, at deres egne love var adækvate. Det samme år blev hviderussere, som var i opposition til regimet, placerede i koncentrationslejre ved Bereza Kartuska i Polen. Hviderusserne mistede deres sidste delegat i parlamentet ved valget i 1935, og i 1938 blev loven, som tillod skoler for etniske minoriteter, fjernet. Det sidste led i regimets kamp var at gøre den ortodokse kirke til en polsk kirke underlagt det polske regime.

## 2. verdenskrig
Tyskland angreb Polen den 1. september 1939. To og en halv uge senere invaderede Sovjetunionen de østre dele af Polen, områder som i dag hører til Hviderusland og Ukraine. De sovjetiske tropper blev taget imod med glæde af en del hviderussere, der var uvidende om eller uforstående over for masseforfølgelserne under Stalin. Kommunisternes brutalitet blev snart et faktum for befolkningen, arrestationer blev almindelige, yderligere kulturelle restriktioner indførte og litteratur omskrevet for at passe kommunistpartiet. Ca 300.000 mennesker blev deporterede til arbejdslejre i Sovjetunionen.
Tilsvarende blev tyske tropper taget vel imod i Hviderusland, da de drog igennem landet på vej mod Moskva. Mange troede, at nazisterne kom for at frigøre det hviderussiske folk fra kommunisternes undertrykkelse. Det medførte et stemningsskifte, da man blev klar over, at 25 % af hviderusserne skulle germaniseres, 75 % skulle ødelægges ved at splitte og fordele Hviderusland mellem Litauen, Ukraine, Østpreussen og lægge den centrale del som et hviderussisk militærdistrikt under den tyske fane, mens det østre Hviderusland skulle totalt lægges under det tyske regime.

## Tysk okkupation og nationalisme
Fronten var langt øst for Hviderusland, men den tyske okkupation fortsatte mellem 1941 og 1944. I løbet af de tre år blev området udsat for enorme ødelæggelser forårsaget af guerillakrig, strategiske afbrændinger af hele landsbyer, henrettelser af den jødiske befolkning og tofrontsbevægelser gennem Hviderusland. Mere end to millioner mennesker døde, og en million bygninger blev ødelagt. En amerikansk observatør kaldte Hviderusland det det mest ødelagte territorium i verden efter seks måneders rejse, hvor han blandt andet så store byer som Minsk og Vitsebsk totalt i ruiner.
Igen kom hviderussisk nationalisme til overfladen, denne gang som politisk følge af tysk okkupation og af, at den røde armé og den sovjetiske administration var flygtet før, tyskerne kom. Så snart, sovjetmyndighederne havde forladt landet, begyndte hviderussere at opbygge en egen politistyrke og administration, hvilket tyskerne opmuntrede på flere måder. Hviderussiske antikommunister i eksil returnerede efter tilladelse hertil fra Tyskland. Tyskerne tillod foreningen for hviderussisk ungdom (BCC), som blev dannet og mobiliserede en forsvarsstyrke i 1944. Til og med kongressen havde tilladelse til at mødes i Minsk for at samle en antirussisk modstandsbevægelse. Alligevel var de tyske okkupanter ikke vellidte. Det førte i store træk til, at hviderussere kunne vælge mellem ondt og værre, enten at flygte med tyskerne, eller at slutte sig til russerne.

## Stalins russificering
Efter at den røde armé havde genbesat Hviderusland, gav Stalin ordre til omfattende folkemord og deportationer. Dette gjaldt lokal administration, folk som havde samarbejdet med tyskerne, de af befolkningen som havde tilbragt tid i tyske fangelejre, øvrige folk som var mistænkte for antisovjetiske holdninger og endelig de, som var tiltalt for nationalisme. Først i 1971 var folketallet i Hviderusland tilbage på førkrigsniveau, men da uden den jødiske befolkning. Ruineringen af Hviderusland var total. Menneskeliv havde gået tabt, men også hjem, dyr og dyrkbar mark, offentlige bygninger, uddannelsessystemer, kulturelle ressourcer, veje, kommunikationsmuligheder og det som var af grundlag for industri. Stalin beordrede opførelse af fabrikker, fabrikker som blev Sovjetunionens mest effektive.
Efter krigen brugte Stalin fortsat russificering om et vigtigt virkemiddel, og et program skulle intensivere dette for at beskytte Hviderusland og andre sovjetrepublikker mod vestlig påvirkning. Konsekvent blev lederstillinger i vestlige grænsebyer og i Minsk givet til folk fra andre steder i Rusland for at opbygge en zone af russisk indflydelse mod den polske grænse. Det hviderussiske sprog blev uofficielt bandlyst fra brug i officielle positioner, i institutioner inden for uddannelse og kultur, samt inden for media. Denne kulturelle udrensning blev intensiveret efter 1959, da Nikita Khrusjtsjov, førstesekretæren i kommunistpartiet, proklamerede at "jo hurtigere vi alle begynder at tale russisk, jo hurtigere skal vi bygge kommunismen". Modstanden, som man fandt blandt studenter, forfattere og intellektuelle i Minsk i 60- og 70-erne, blev imødegået af KGB, og førte ofte til, at de aktuelle personer mistede arbejdet eller blev arresterede.

## Perestrojka
Den første periode af Gorbatjsovs regeringstid var i Hviderusland præget af to store hændelser. Tsjernobylulykken i 1986, hvor Hviderusland modtog ca. 70 % af det radioaktive nedfald, og et december brev skrevet af 28 intellektuelle i Hviderusland til Gorbatsjov, hvori de udtrykte hviderussernes misfornøjelse med den kulturelle tilstand i landet. Dette brev bliver ofte kaldt det kulturelle Tsjernobyl. Atomreaktorulykkens fulde skadeomfang blev holdt hemmeligt i over tre år, men det kulturelle Tsjernobyl blev et diskussionstema og inspiration for betydelig politisk aktivitet. Decemberbrevet bad Gorbatsjov om at forhindre udryddelse af hviderussisk som sprog ved at indføre sproget i stat, regering og i uddannelsessystemet, samt massemedier og andre områder. Efter at nationale kræfter var vakt af diskussionen, som kom efter, at brevet ikke blev besvaret, gik især ungdomsgrupper ud i gaderne og krævede støtte for den radikale restrukturering af Hviderusland. Kravene om reformer blev yderligere styrket af, at man i juni 1988 fandt massegrave med op til 250.000 ofre fra stalinregimet. I oktober demonstrerede på ny 10.000 mennesker, en vigtig side denne gang var støtten for det nye parti Hviderussisk Folkefront.

## Politisk apati og derefter uafhængighed
Den største del af befolkningen var på denne tid politisk uengagerede. Af i alt 360 pladser i nationalforsamlingen tilhørte 86 % kommunistpartiet, samtidig som 83 % af befolkningen i en folkeafstemning stemte for at bevare Sovjetunionen. På trods af at den øverste sovjet i Hviderusland vedtog en lov om suverænitet, som kommunistpartiet var gået i brechen for. I august 1991 fulgte myndighederne i Minsk selvstændighedserklæringerne fra sovjetrepublikkerne Estland, Letland og Litauen op ved at give suverænitetserklæringen grundlovsstatus og tage navnet "Den hviderussiske republik" tilbage. Efter Minsk-aftalen i december 1991 blev en forbundstraktat for uafhængige stater indført, med Minsk som hovedkvarter. Forbundet, kaldet Fællesskabet af uafhængige stater (SNG) skulle stå for koordinering af udenrigspolitik, økonomisk politik og forsvarspolitik.

## Lukasjenko kommer til magten
I 1994 fik Hviderusland en ny grundlov, som erklærede Hviderusland for at være et demokrati med deling af magt, religionsfrihed og med målsætning om, at Hviderusland skulle blive en neutral stat uden atomvåben. I det hurtigt organiserede valg vandt Aleksandr Lukasjenko på løfter om at fjerne korruptionen. Lukasjenko har siden måttet tåle megen kritik på grund af sin autoritære styreform, som mange vestlige medier og politikere anser som et diktatur.
I 1996 konsoliderede Lukasjenko sin egen magtposition ved på grundlovsstridig vis at indføre grundlovsændringer som åbnede mulighed for, at præsidenten administrativt kan vedtage love per dekret. Han har i tillæg fået udvidet præsidentperioden fra fire til seks år, og har opnået genvalg allerede for en tredje præsidentperiode ved præsidentvalget i 2006, selv om grundloven tidligere havde bestemmelse om, at en præsident kun kan genvælges én gang.
Præsidenten er blevet anklaget for at forvise ambassader fra enkelte ejendomme og har været ustabil i forhold til udenlandske investeringer, idet han har nationaliseret og privatiseret udenlandske interesser. Hviderusland har haft underskud på sin handelsbalance siden 1995. De officielle tal synes ikke at gengive de faktiske forhold.[kilde mangler] Regeringsmøderne, som ofte vises på hviderussisk TV, fremstår som rene taler fra præsidentens side, hvor han blandt andet fastsætter påbudte hviderussiske priser på landbrugsvarer. Over halvdelen af de officielle eksportværdier kommer fra eksport til Rusland. De officielle importtal viser, at Hviderusland importerer 65% af værdierne fra Rusland. Lukasjenko har førhen arbejdet for et nært statsligt samarbejde med Rusland. Blandt andet blev der 8. december 1999 indgået en aftale mellem landene, som kan virke som en intentionsaftale om en fremtidig sammenlægning af de to lande, men i tiden efter Vladimir Putins magtovertagelse er forholdet mellem Rusland og Hviderusland atter kølnet.